# Hof de Dierik
Het Hof de Dierik is een boerderij en rijksmonument in Oudelande in de provincie Zeeland. De hoeve en bijgebouwen zijn beschermd wegens hun architectuurhistorische waarde omdat zowel interieur als exterieur goed bewaard zijn gebleven.
De dubbele woning werd gebouwd in 1921 in opdracht van A. Tak van Oudelande naar een ontwerp van architectenbureau Baanders op een langwerpige rechthoekige plattegrond. De woning bestaat uit een woongedeelte van de eigenaar en een aangebouwde dienstwoning. De woningen staan binnen met elkaar in verbinding. Het interieur uit de bouwtijd is goed bewaard gebleven en heeft onder meer witte originele tegels uit Makkum, een ingebouwde bakoven, diverse schouwen, een trappenhuis met houten lambrisering in het trappenhuis en gebrandschilderd glas.

## Bijgebouwen
Op het erf staat een L-vormige schuur met een zadeldak tussen topgevels. De langsgevel heeft vijf stellen van gekoppelde wagendeuren en een door de gootlijst brekende dakkapel met een goederenluik. De voormalige stallen zijn weggebroken maar de schuur bevat wel nog een kalverhokje met voerruifjes, een graanzolder en een maalderij. Onderdeel van het complex is ook het varkenshok van een bouwlaag met een zadeldak en een rechthoekige kippenren waarvan de oostelijke zijgevel gedeeltelijk open is. In 1928 werd nog een rechthoekige schuur bijgebouwd.
De erfinrichting en tuinaanleg die in 1920 ontworpen werd door D.F. Tersteeg is nog grotendeels aanwezig en omvat een moestuin, een boomgaard en een siertuin met waterputten, ommuringen en hekwerk.

## Fotogalerij

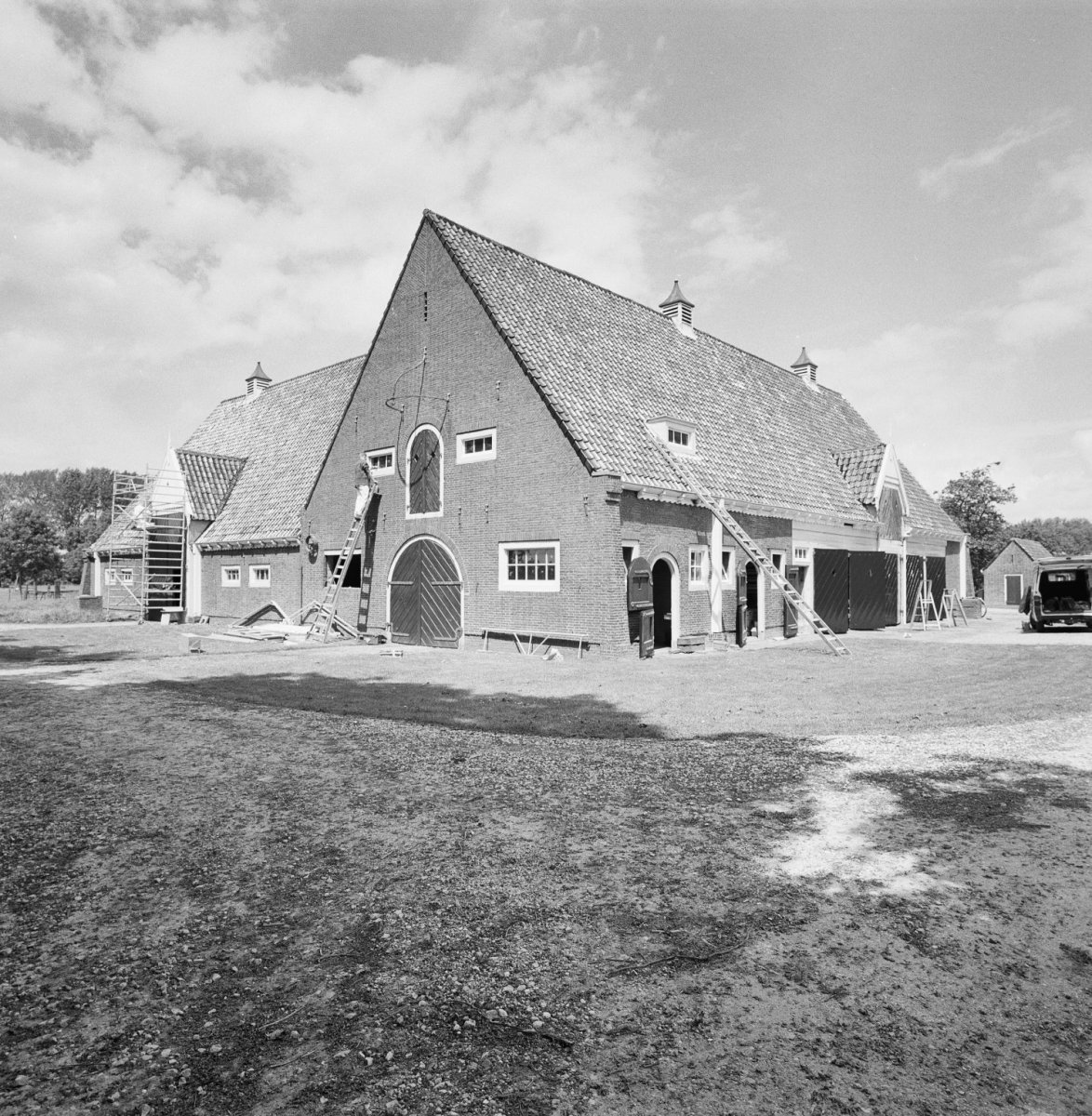
De L-vormige schuur
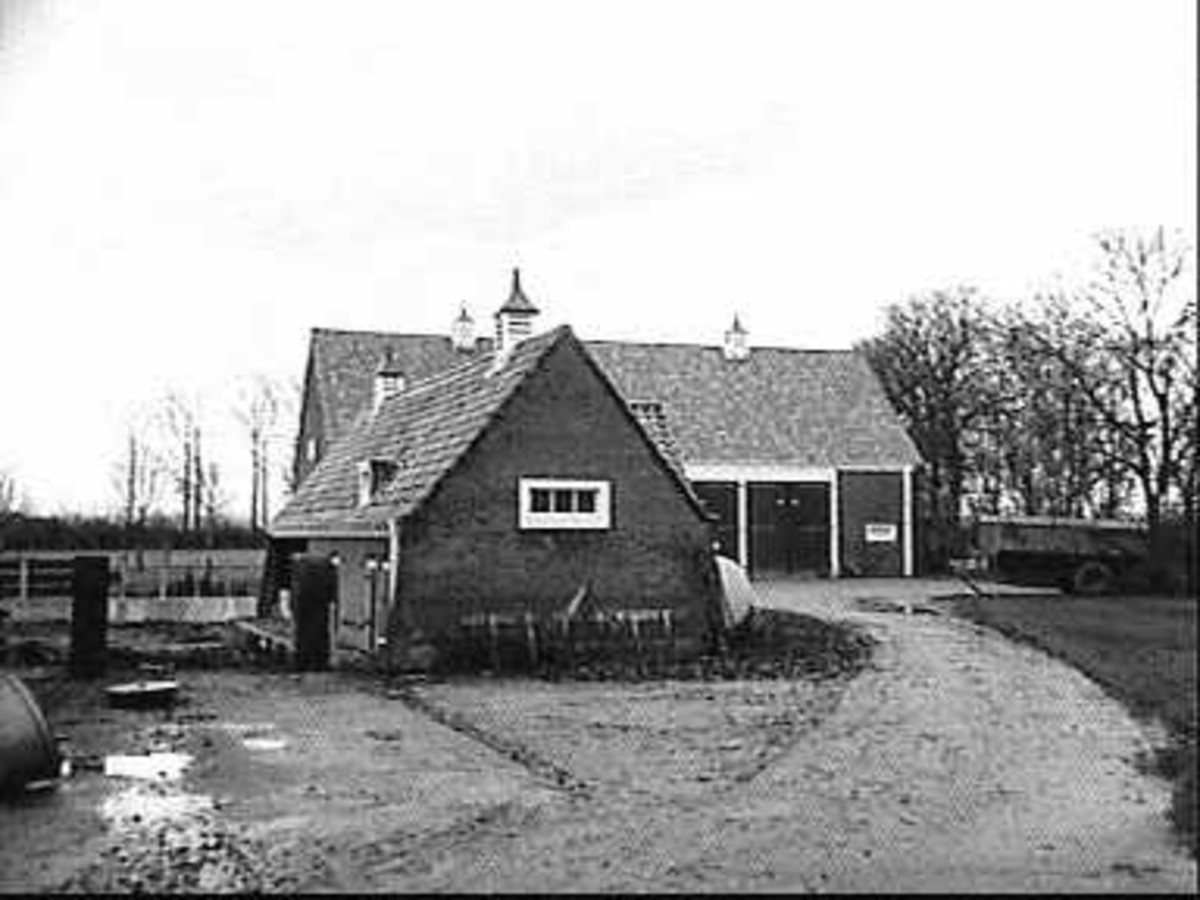
Vooraan varkensstal en achteraan bijgebouwde schuur
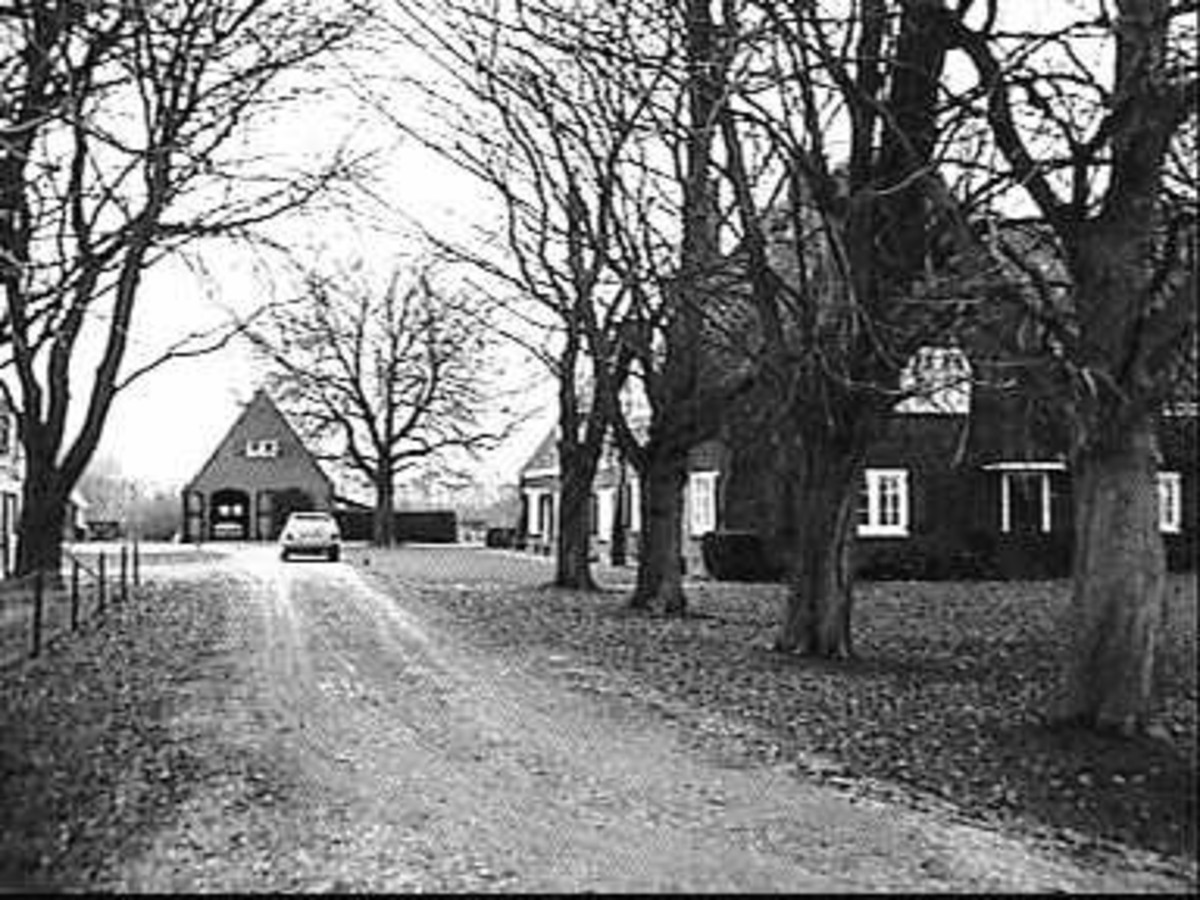
Schuur, oprit, garage en woning